# Madail
Madail ist ein Ort und eine ehemalige Gemeinde (Freguesia) im portugiesischen Kreis Oliveira de Azeméis. Die Gemeinde hatte 807 Einwohner (Stand 30. Juni 2011).
Am 29. September 2013 wurden die Gemeinden Madail, Oliveira de Azeméis, Santiago de Riba-Ul, Ul und Macinhata da Seixa zur neuen Gemeinde União das Freguesias de Oliveira de Azeméis, Santiago de Riba-Ul, Ul, Macinhata da Seixa e Madail zusammengeschlossen.